# Portada/article juliol 23
Erigit durant els segles xiv-xv, hi destaquen pel seu interès artístic l'església d'estil gòticmudèjar, així com les estances decorades amb frescos de Daniel Vázquez Díaz, el claustre i el museu, on es conserven nombrosos objectes commemoratius del descobriment d'Amèrica, i una escultura de l'advocació mariana sota la qual es troba el convent, Nostra Senyora dels Miracles (Nuestra Señora de los Milagros) o Santa Maria de La Rábida, imatge d'estil gòtic del segle xiii aproximadament esculpida en alabastre.

## Monestir de La Rábida
El monestir de Santa Maria de La Rábida, comunament anomenat monestir de La Rábida (en castellà, monasterio de La Rábida) és un monestir franciscà situat al terme municipal de Palos de la Frontera, a la província de Huelva.
Erigit durant els segles xiv-xv, hi destaquen pel seu interès artístic l'església d'estil gòticmudèjar, així com les estances decorades amb frescos de Daniel Vázquez Díaz, el claustre i el museu, on es conserven nombrosos objectes commemoratius del descobriment d'Amèrica, i una escultura de l'advocació mariana sota la qual es troba el convent, Nostra Senyora dels Miracles (Nuestra Señora de los Milagros) o Santa Maria de La Rábida, imatge d'estil gòtic del segle xiii aproximadament esculpida en alabastre.
Fou declarat Monument Nacional d'Espanya el 1856.